# مایک پومپئو
مایکل ریچارد پامپِیو (انگلیسی: Michael Richard Pompeo; ۳۰ دسامبر ۱۹۶۳) یا مایک پومپئو، وکیل و سیاستمدار آمریکایی است که از آوریل ۲۰۱۸ تا ژانویه ۲۰۲۱، به عنوان هفتادمین وزیر امور خارجه آمریکا خدمت کرد. او پیش از آن به مدت یک سال اداره‌کننده آژانس اطلاعات مرکزی (سیا) و پیش‌تر نیز نماینده حوزه انتخابیه چهارم کانزاس از حزب جمهوری‌خواه در مجلس نمایندگان آمریکا بود که برای نخستین‌بار در ۳ ژانویه ۲۰۱۱ میلادی به‌عضویت این مجلس درآمد. او افسر سابق نیروی زمینی ایالات متحده آمریکا بوده است.
پمپئو که زمانی از منتقدان دونالد ترامپ بود و او را «اقتدارگرا» خوانده بود، وقتی ترامپ نامزد حزب جمهوری‌خواه در انتخابات ریاست‌جمهوری ایالات متحده آمریکا (۲۰۱۶) شد، هوادار سرسخت او شد. رئیس‌جمهور دونالد ترامپ، پمپئو را به عنوان اداره‌کننده آژانس اطلاعات مرکزی منصوب کرد. در مارس ۲۰۱۸، ترامپ پس از اخراج رکس تیلرسون وزیر امور خارجه ایالات متحده آمریکا، پمپئو را ترفیع داد و وزیر کرد. پمپئو در ۲۵ آوریل ۲۰۱۸ با رای ۵۷–۴۲ از سنا رأی اعتماد گرفتو همان روز سوگند خورد.
مایک پومپئو عضو جنبش تی‌پارتی در حزب جمهوری‌خواه آمریکا است و در سمت راست طیف سیاسی جمهوری‌خواهان قرار می‌گیرد. او همچنین عضو انجمن ملی اسلحه، گروه لابی گسترش استفاده از سلاح گرم در آمریکا است.
مایک پومپئو از افراد مورد نظر حزب جمهوری‌خواه آمریکا برای بدست‌گیری جایگاه‌های کلیدی در حکومت فدرال ایالات متحده آمریکا در آینده است.

## آغاز زندگی و تحصیل
مایکل ریچارد پومپئو، زاده اورنج در کالیفرنیا است. او ایتالیایی تبار است. مادربزرگ پدری او متولد کارامانیچو ترمه بود. مادر او، زنی از ایالت کانزاس و صاحب سالن بیلیارد بود. پدرش در نیروی دریایی ایالات متحده آمریکا کار می‌کرد و به حزب دموکرات نزدیک بود. مایک پومپئو در دبیرستانی در فانتین ولی، کالیفرنیا تحصیل کرد و در مجاورت آن در سانتا آنا زندگی کرد. او در تیم بسکتبال این مدرسه در پست فوروارد بازی می‌کرد و در سال ۱۹۸۲ از این مدرسه فارغ‌التحصیل شد. سپس وارد آکادمی نظامی ایالات متحده آمریکا (دانش‌آموخته کالج نظامی وست پوینت) در نیویورک شد و در سال ۱۹۸۶ با رتبه نخست در رشته مهندسی مکانیک فارغ‌التحصیل شد. مایک پومپئو پس از آن به عنوان افسر سواره نظام در شاخه زرهی نیروی زمینی از ۱۹۸۶ تا ۱۹۹۱ فعالیت کرد. مایک پومپئو جی‌دی خود را از مدرسه حقوق هاروارد دریافت کرد و در آنجا از دبیران نشریه نقد حقوق هاروارد بود.
بسیاری از مدیران رده‌بالای دوره ریاست‌جمهوری دونالد ترامپ مانند مارک اسپر از همکلاسان پمپئو در سال ۱۹۸۶ در آکادمی نظامی ایالات متحده بودند.

## نمایندگی مجلس
مایک پومپئو به عنوان وکیل در شرکت حقوقی ویلیام اند کانلی کار کرد. در سال‌های بعدی، فعال و سهام‌دار شرکت‌های امنیتی و نفتی بود. بسیاری از اعضای تیم مایک پومپئو در وزارت امور خارجه آمریکا، همکاران او در همان شرکت‌های امنیتی و نفتی هستند. این روند تا سال ۲۰۰۹ و نزدیک‌شدن به جنبش تی‌پارتی، ادامه یافت.
پیشرفت کاری مایک پومپئو به دنبال نزدیک شدن او به دیوید اچ. کوک و چارلز جی. کوک در شرکت صنایع کوک بود. با کمک برادران کوک، مایک پومپئو همراه با هم‌دوره‌های آکادمی نظامی ایالات متحده، یک شرکت هوافضا را بنیان گذاشتند؛ ولی کار این شرکت زیاد نگرفت. مایک پومپئو از سال ۲۰۰۹ به جنبش تی‌پارتی پیوست و در سال ۲۰۱۱ با پشتیبانی برادران کوک، به نمایندگی مجلس نمایندگان از ایالت کانزاس رسید. در دوره نمایندگی مجلس و دوره عضویت در کمیسیون انرژی و تجارت تلاش کرد که قوانین و مقررات سختگیرانه‌ای (از جمله در زمینه‌های مالیاتی و محیط زیست) بر خلاف منافع خانواده کوک در کانزاس تصویب نشوند. مایک پومپئو بعدتر به دنبال مسائل امنیتی و اطلاعاتی رفت و عضوی فعال در کمیسیون نهادهای اطلاعاتی شد. سخنان افراطی او در دوره نمایندگی، مانند حمله به هیلاری کلینتون، درخواست اعدام ادوارد اسنودن، مخالفت با بستن بازداشتگاه گوانتانامو و جلوگیری از القای حس غرق‌شدن، همیشه خبرساز بودند.

## ریاست‌جمهوری دونالد ترامپ
پس از انتخابات دونالد ترامپ به ریاست‌جمهوری در انتخابات سال ۲۰۱۶، مایک پنس (از نزدیکان به برادران کوک) مایک پومپئو را برای ریاست بر آژانس اطلاعات مرکزی به دونالد ترامپ معرفی کرد.

### اداره‌کننده سیا

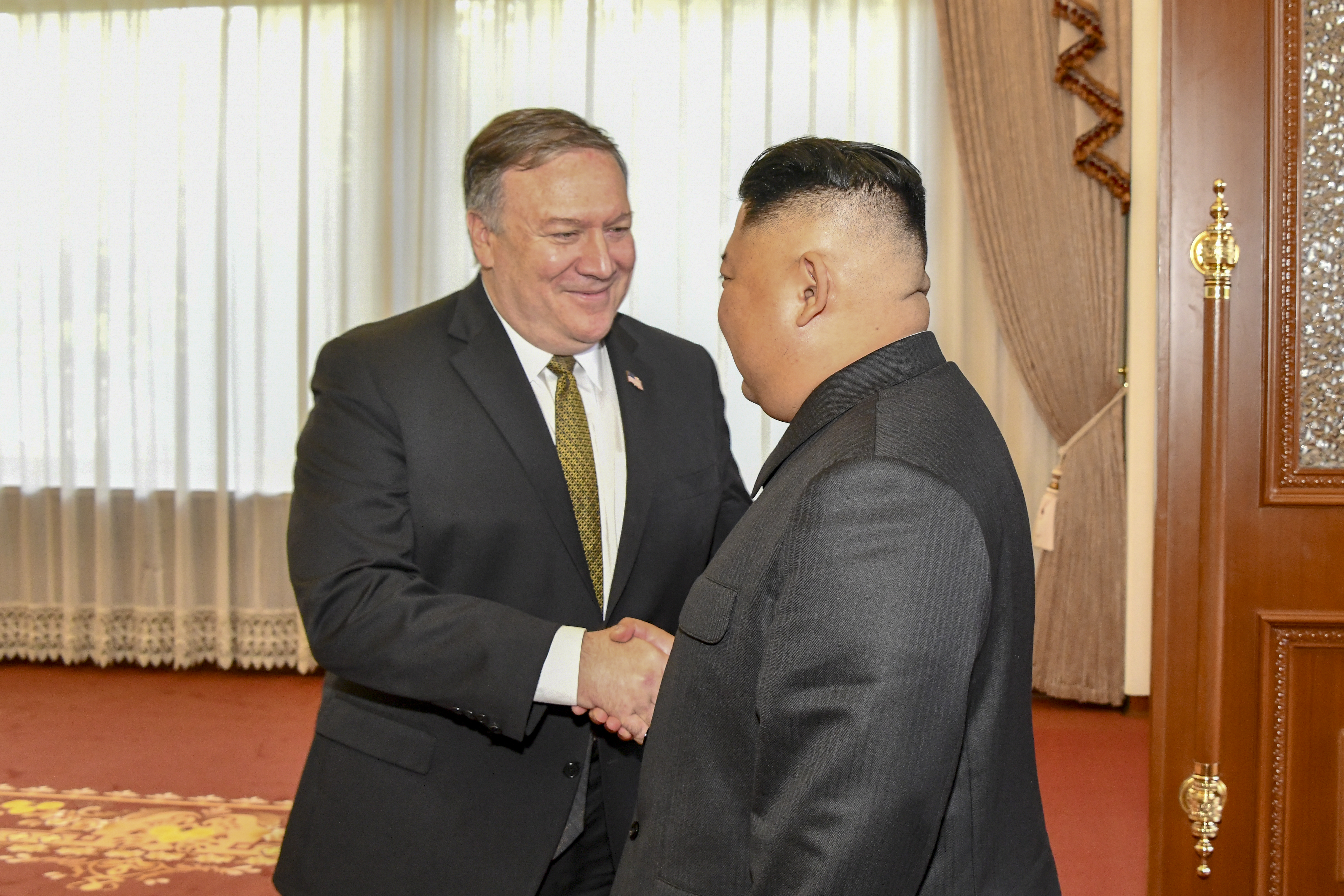
پمپئو در دیدار با کیم جونگ-اون، رهبر کره شمالی در پیونگ‌یانگ، آوریل ۲۰۱۸

مایک پومپئو در تعطیلات عید پاک سال ۲۰۱۸ از کره شمالی بازدید و با کیم جونگ اون رهبر این کشور برای بحث در خصوص دیدار بین کیم و ترامپ دیدار کرد. پومپئو معمولاً گزارش روزانه اطلاعاتی به رئیس‌جمهور را شخصاً ارائه می‌داد.

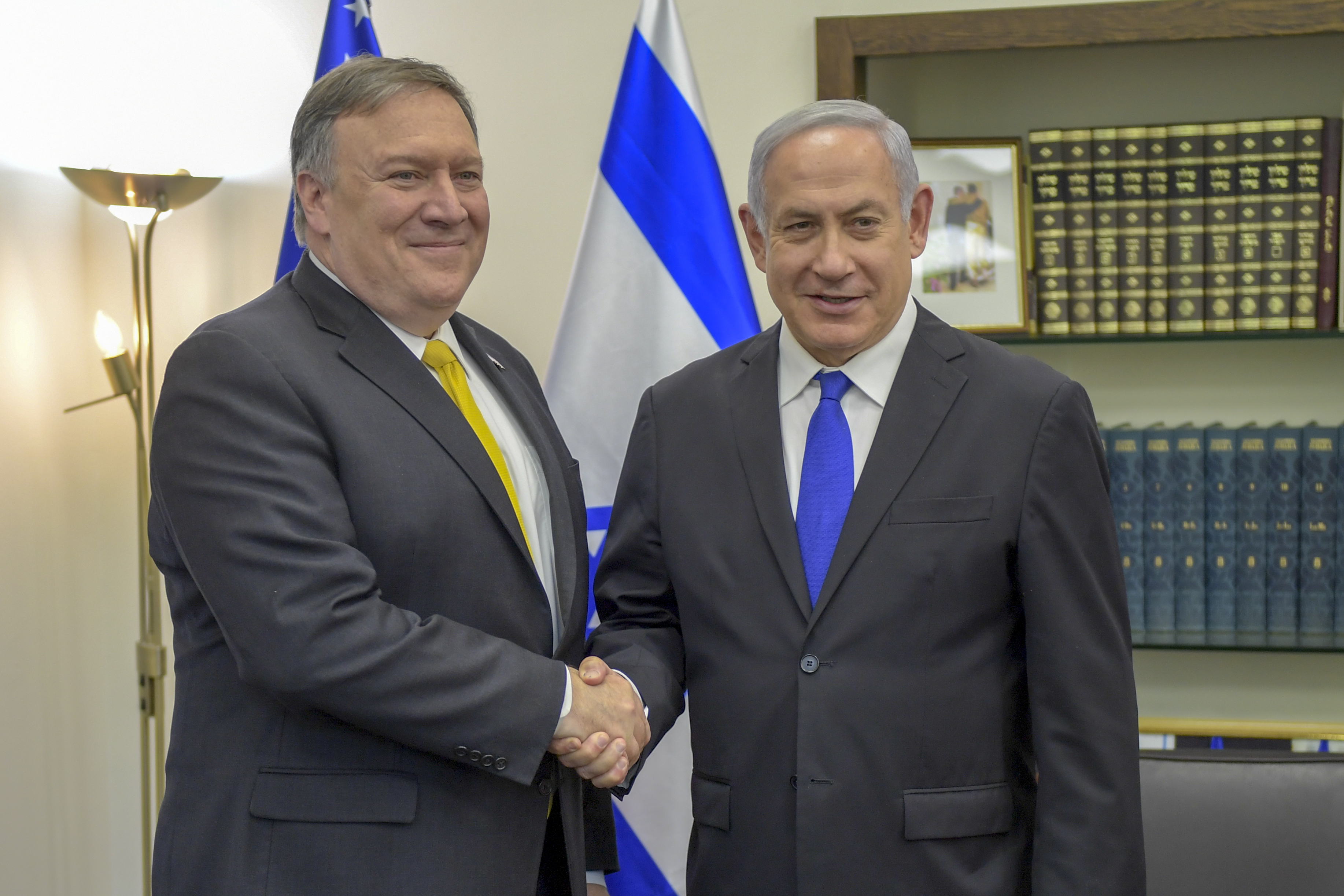
پمپئو در دیدار با بنیامین نتانیاهو، نخست‌وزیر اسرائیل

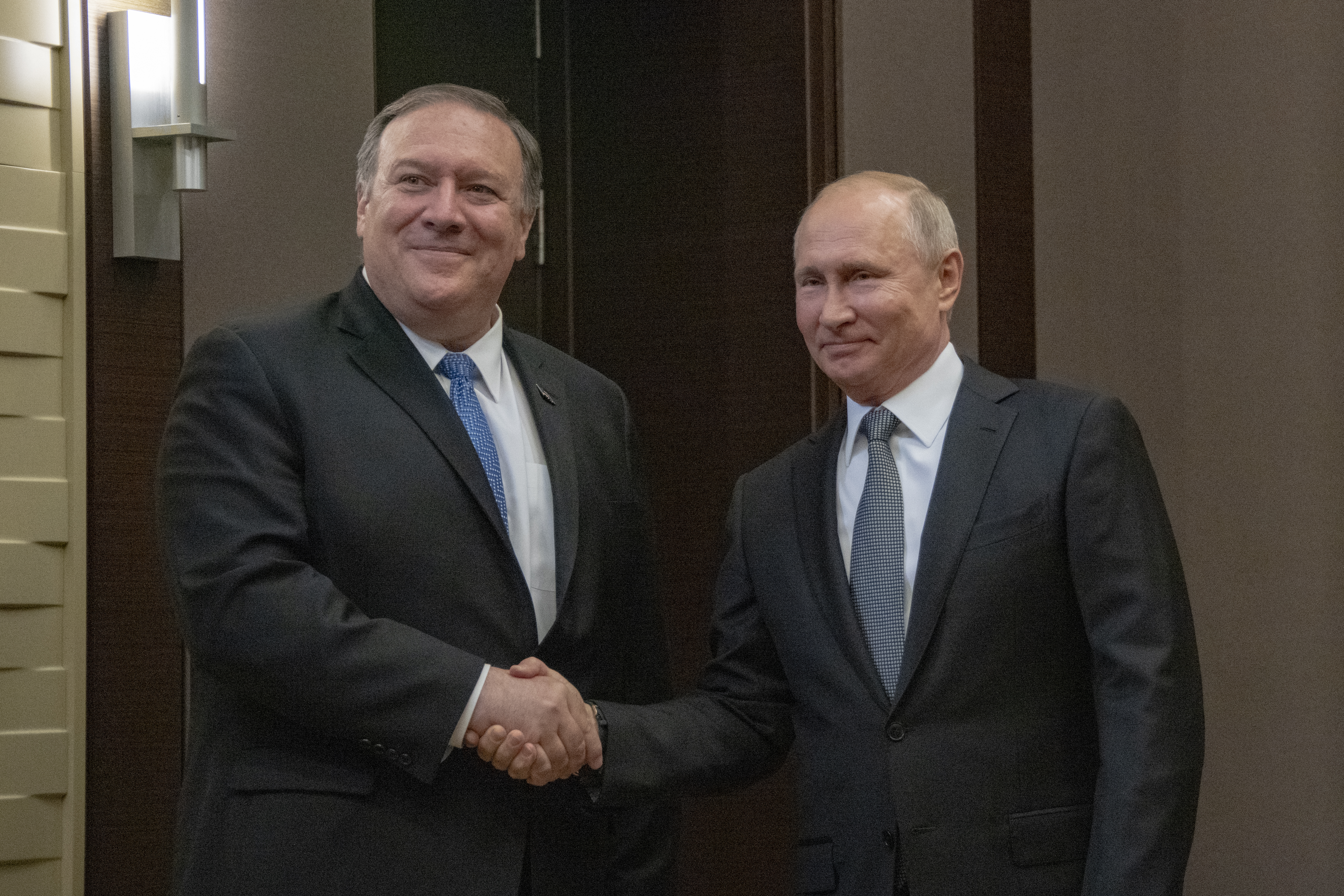
پمپئو در دیدار با ولادیمیر پوتین، رئیس‌جمهور روسیه در سوچی، روسیه، ۲۰۱۹

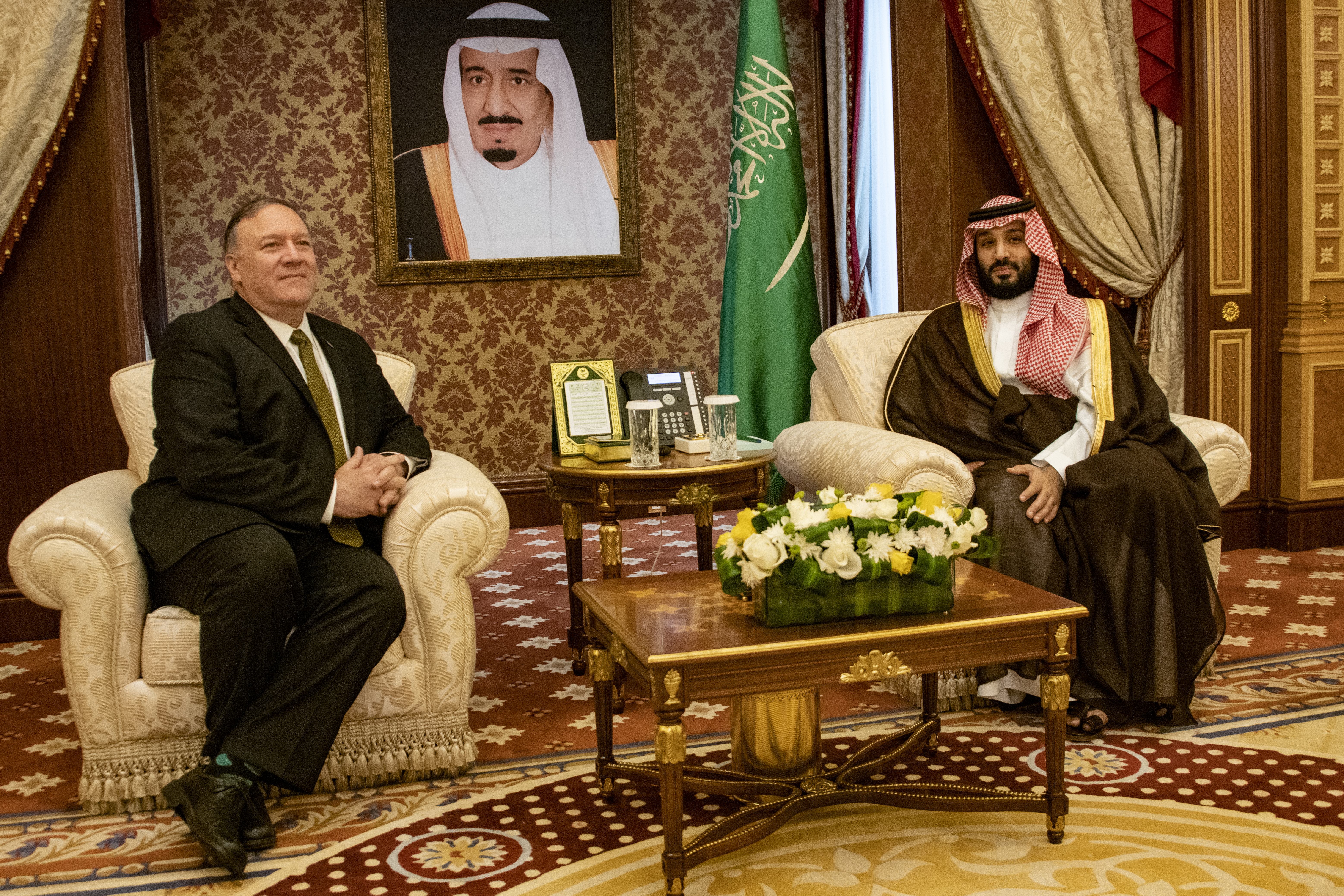
پمپئو در دیدار با محمد بن سلمان، ولیعهد عربستان سعودی

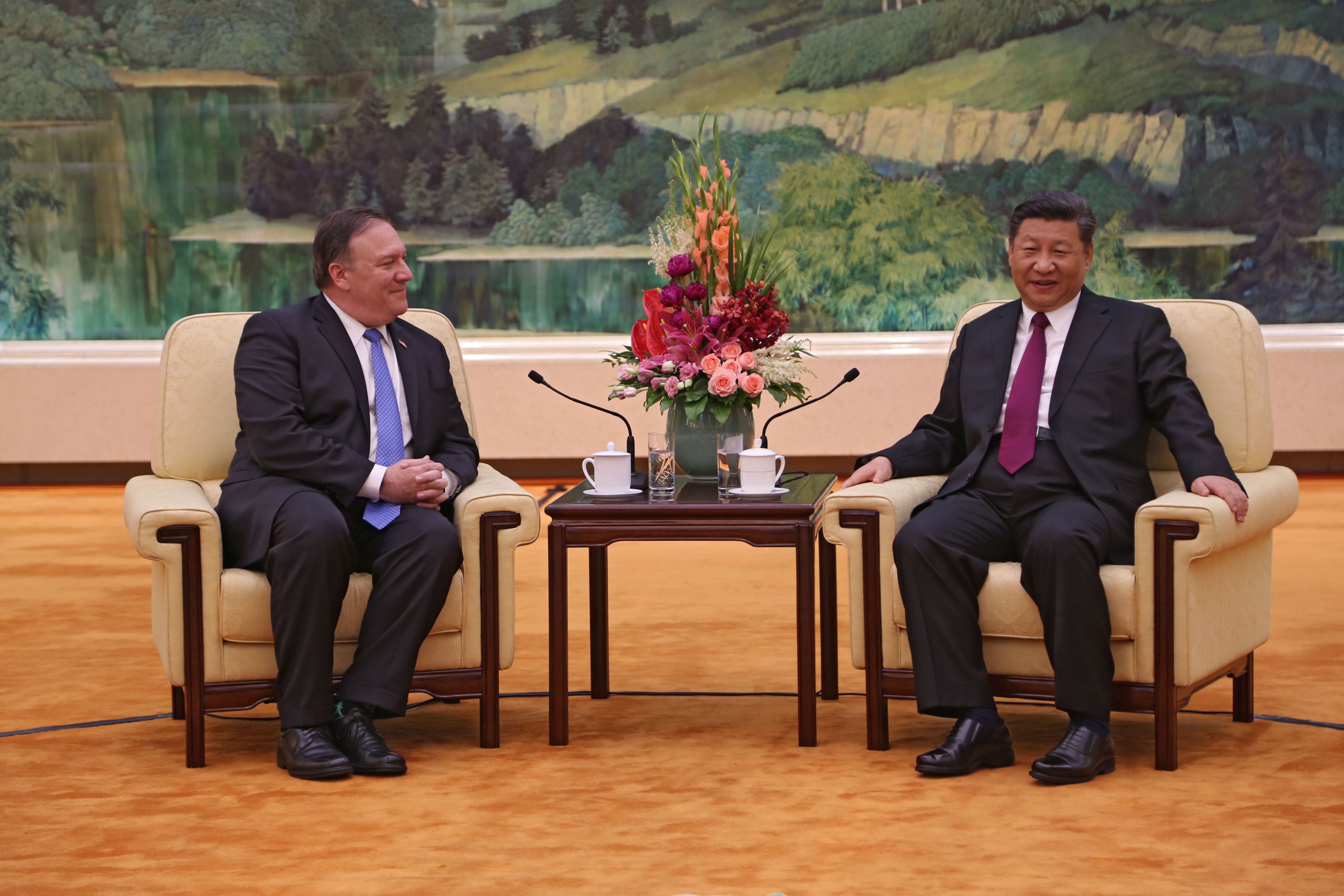
پمپئو در دیدار با شی جین پینگ، رئیس‌جمهور چین

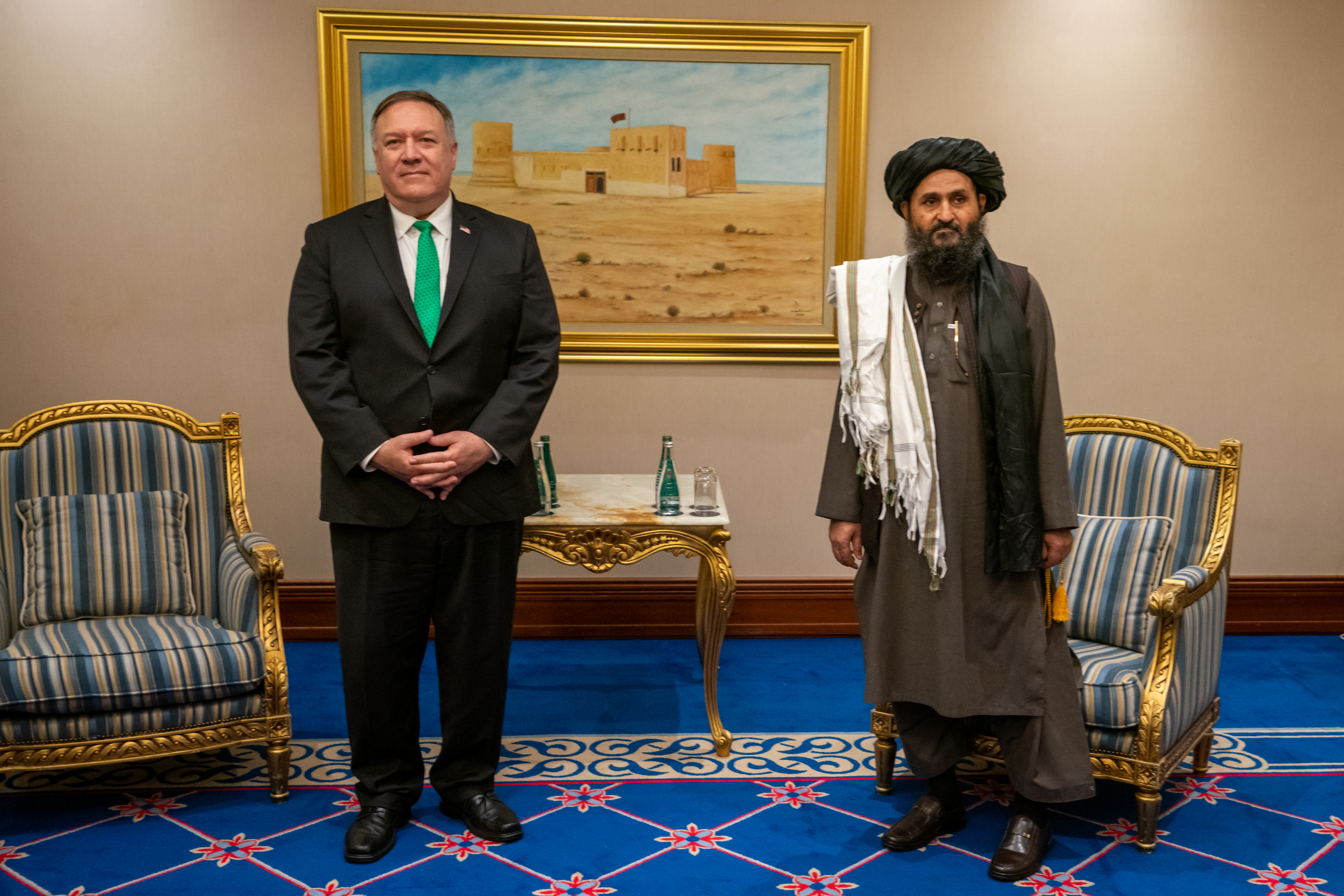
پمپئو در دیدار با هیئت مذاکره کننده طالبان در دوحه، قطر، ۲۱ نوامبر ۲۰۲۰

### وزیری امور خارجه
مایک پومپئو یکی از تاثیرگذارترین و نزدیک‌ترین افراد به دونالد ترامپ بود. وی حتی در مسائلی که با ترامپ هم‌نظر نبوده نیز تأثیر زیادی بر او گذاشته است. به رسمیت شناختن اشغال اسرائیل بر بلندی‌های جولان، پشتیبانی از محمد بن سلمان پس از قتل جمال خاشقجی، اخراج بازرس وزارت امور خارجه، خروج از توافق هسته‌ای با ایران، فشار بر رئیس‌جمهور اوکراین، ولودیمیر زلنسکی برای ارائه مدارک علیه جو بایدن از نمونه این مسائل هستند. در عین حال خود را مسئول و مأمور وفادار و بی‌چون و چرای تصمیم‌های نهایی ترامپ و دفاع تمام‌عیار از آنها در عرصه عمومی می‌دانست و در این راستا عمل می‌کرد. او گفت: «یک وزیر خارجه باید بداند که رئیس جمهورش چه می‌خواهد».
مایک پومپئو در شکست استیضاح دونالد ترامپ، نقش کلیدی داشت.

#### سیاست خارجی

##### اسلام
مایک پومپئو در ظاهر در مورد اسلام موضع‌گیری خاصی ندارد. مایک پومپئو مخالف بستن بازداشتگاه گوانتانامو است. او گفته روحانیون مسلمانی که حملات تروریستی را به شدت محکوم نمی‌کنند، «همدست» تروریست‌ها هستند.

##### ایران
مایک پومپئو توجه ویژه‌ای به اخبار ایران دارد و منتقد سرسخت توافق هسته‌ای ایران و قدرت‌های جهانی است. او از مبتکران طرح نامه سرگشاده در سال ۲۰۱۵ (میلادی) دربارهٔ ضرورت لغو توافق هسته‌ای بود که ۱۹۰ ژنرال و افسر ارشد پیشین و آن هنگام آمریکا، آن را امضاء کردند. پومپئو بارها ضمن مخالفت شدید با برجام، طرح‌های گوناگونی در ضدیت با جمهوری اسلامی ایران به کنگره ارائه داده است که یکی از این طرح‌ها، ممنوعیت خرید اورانیوم از ایران بود.
در فوریه ۲۰۱۶ مایک پومپئو به همراه دو نماینده جمهوری‌خواه دیگر از طریق دفتر حافظ منافع ایران در آمریکا برای بازدید از ایران درخواست روادید کردند. این سه نفر هم‌زمان با درخواست روادید در نامه‌ای خطاب به سید علی خامنه‌ای، رهبر ایران و سرلشکر محمدعلی جعفری، فرمانده پیشین کل سپاه پاسداران، از آن‌ها خواستند به درخواست روادید آن‌ها توجه ویژه شود. مایک پامپئو و دو نماینده دیگر نوشتند علت اصلی تصمیمشان برای سفر به ایران نظارت بر انتخابات (انتخابات مجلس شورا و مجلس خبرگان در هفتم اسفند ۱۳۹۴) است. آن‌ها همچنین خواهان دیدار با زندانیان آمریکایی در ایران و بازدید از مجتمع پارچین و تأسیسات هسته‌ای اراک و فردو بودند. وزارت امور خارجه ایران گفت این سه نفر «به نحو کاملاً نامناسبی» درخواست روادید کرده‌اند و بر همین مبنا درخواستشان رد شد.
مایک پومپئو به همراه سناتور تام کاتن مدعی شدند که به غیر از توافق هسته‌ای بین ایران و قدرت‌های جهانی، ایران و آژانس بین‌المللی انرژی اتمی هم دو توافق جانبی محرمانه دارند. دولت باراک اوباما، این ادعا را تکذیب کرد.
مایک پومپئو معتقد است باید تحریم‌های تسلیحاتی علیه ایران گسترش پیدا کند. او در جلسه‌ای در مجلس نمایندگان آمریکا در ۱۵ نوامبر ۲۰۱۶ دربارهٔ گسترش تحریم‌های تسلیحاتی ایران گفت: «مفتخرم که در کنار نمایندگانی از هر دو جناح در مقابل تخاصم ایران ایستاده‌ام. گسترش تحریم‌های تسلیحاتی ایران نقش مهمی در حفظ امنیت آمریکایی‌ها دارد.»
مایک پومپئو پس از ترور قاسم سلیمانی در حمله هوایی به فرودگاه بین‌المللی بغداد در ژانویه ۲۰۲۰ به عنوان وزیر امور خارجه دولت ترامپ که مسئول اجرای عملیات بودند با طرح این ادعا که سلیمانی در حال برنامه‌ریزی حملات قریب‌الوقوع به اهداف ایالات متحده در عراق بود، این عملیات را نشانه‌ای از راهبرد تازه آمریکا و نیز حمله‌ای بازدارنده و قاطع در برابر حملات سلیمانی علیه منافع و شهروندان آمریکایی دانست. او گفت «طرف مقابل (ایران) نه تنها باید درک کند که آمریکا در مقابل تهدید توانایی تحمیل هزینه را دارد، بلکه حاضر به انجام آن است».
مایک پومپئو به همراه جان بولتون و بنیامین نتانیاهو، شدیدترین تلاش‌ها را برای جلوگیری از هرگونه گفتگو یا توافق میان ایران و دولت ترامپ گرفته‌اند.

##### اسرائیل
مایک پومپئو یکی از سرسخت‌ترین باورمندان به پایداری اسرائیل و یهودیان است. او گفته: «خدا به شدت در روندهای خاورمیانه درگیر است…» و «امکان دارد دونالد ترامپ را خدا فرستاده باشد تا اسرائیل را از شر ایران نجات دهد.» مایک پومپئو با استناد به روایت بحث‌برانگیز عهد عتیق که استر را نجات‌بخش یهودیان در دوران هخامنشی معرفی می‌کند، دونالد ترامپ را نیز نجات‌بخش امروزی یهودیان از خطر جمهوری اسلامی می‌داند.

## تحریم توسط چین
دولت چین در ۲۰ ژانویه ۲۰۲۱، پمپئو و ۲۷ مقام سابق دیگر دولت ترامپ را تحریم کرد. در بیانیه وزارت امور خارجه چین که دقایقی پس از شروع به کار بایدن به عنوان رئیس‌جمهور منتشر شد، اعلام شد این وزارتخانه تصمیم گرفته «کسانی که اقتدار چین را شدیداً نقض کرده و مسئول چنین حرکت‌هایی از سوی آمریکا در خصوص مسایل مرتبط با چین» بوده‌اند را تحریم کند. این تحریم‌ها این افراد و اعضای درجه یک خانواده‌شان را از ورود به چین، ماکائو و هنگ کنگ بازمی‌دارد و آن‌ها و شرکت‌ها و نهادهای مرتبط با آنان از کسب و کار با چین، محروم می‌شوند. پمپئو یک روز پیش از آن در بیانیه شدیدالحنی چین را متهم به ارتکاب نسل‌کشی علیه اویغورهای مسلمان و دیگر اقلیت‌ها در منطقه سین‌کیانگ کرده بود و آمریکا مقامات چینی متعددی را در ژوئیه تحت تحریم قرار داده بود. سخنگوی وزارت امور خارجه چین با رد این اتهامات در پاسخ گفت که پومپئو به دروغگویی و تقلب شهره است و خود را با این کار به یک «مضحکه و دلقک» تبدیل می‌کند.

## دیدگاه
مایک پومپئو عضو کلیسای پرسبیتری اِوَنجلیک (مسیحیت انجیلی) است. او روی میز کار خود، انجیل می‌گذارد و همیشه در حال خواندن آن است. در سال ۲۰۱۴، او به یک گروه کلیسایی گفت مسیحیان باید «بدانند که عیسی مسیح به عنوان منجی ما حقیقتاً تنها راه حل برای جهان ماست.» در سال ۲۰۱۵ در گفتگویی در یک کلیسا، پمپئو گفت که «تا پیش از آخرالزمان، سیاست تقلایی پایان ناپذیر است»
پمپئو در ژانویه ۲۰۲۲ گفت در شش ماه پیش از آن از طریق ورزش سرخود و تغییرات در رژیم غذایی بیش از ۹۰ پاوند (۴۱ کیلوگرم) وزن کم کرده است. کارشناسان نسبت به ادعای پمپئو که چنین تغییراتی می‌تواند چنین کاهش وزنی را در مردی در سن او موجب شود، ابراز تردید کردند و گفتند که پیشینه اظهارات گمراه کننده پمپئو شبهه بیشتری بر ادعاهای او می‌افکند.
رمان اطلس شورید اثر آین رند و ستایش خودخواهی، تاثیرگذارترین کتاب‌ها بر مایک پومپئو هستند. همچنین وجود فضای راستگرایانه در آمریکا (رونالد ریگان) و بریتانیا (مارگارت تاچر) در طول دهه ۱۹۸۰ (میلادی) تأثیر چشمگیری بر دیدگاه سیاسی مایک پومپئو داشته است.